# Angriffsgefecht
Das Angriffsgefecht, oder Offensive, bildet eine besondere Art der militärischen Auseinandersetzung, im Besonderen des Gefechts. Man versteht darunter den Angriff auf eine gut vorbereitete und verstärkte Verteidigungsfront.
Der Beginn des Angriffsgefechts bedeutet den Verzicht oder das Unvermögen des Gegners auf den Vorteil, die Richtung und die Art eines Angriffs selbst zu wählen. Der planmäßige Aufmarsch geht dem Gefecht voran. Der geplante Angriff hat nur dann Aussicht auf Erfolg, wenn er Feuerüberlegenheit besitzt, sei es durch Infanterie, Artillerie oder Luftstreitkräfte.
Das planmäßig durchgeführte Angriffsgefecht gegen einen Feind in befestigter Stellung gliedert sich in die Phasen
- Anmarsch bis zur Ablauflinie (vor Angriffsbeginn)
- Annäherung an die Einbruchstelle
- Sturm und Einbruch (der eigentliche Überfall)
- Kampf durch die Tiefe (dabei Abwehr von Gegenangriffen bzw. Gegenstößen)
- Verfolgung, Nacheile

## Bis zum Ersten Weltkrieg
Vor der Einführung starker Luftstreitkräfte war man bestrebt, zunächst die Feuerüberlegenheit der Artillerie zu erringen. Die Hauptmasse der Artillerie musste ihren Aufmarsch bereits vor dem Beginn der geplanten Kampfhandlungen beendet haben. Die Entfernung der ersten Feuerstellung zum Feind hing von den Absichten der Militärführung, der Gefechtslage und dem Gelände ab. Gegebenenfalls musste man auf nähere Schussweite (1.500 bis 2.000 m) herangehen. Sobald der Angriffspunkt der Infanterie bestimmt war, wurde zur Vorbereitung des Angriffs ein überwältigendes Artilleriefeuer aus umfassenden Stellungen gefordert, während ein Teil der Batterien den noch kampffähigen Teil der gegnerischen Artillerie niederhalten sollte. Unter dem Schutz dieser Artillerie entwickelte sich der Infanterieangriff, wobei zunächst geeignete Stützpunkte vor der Angriffsfront zu erobern waren. Starke Schützenschwärme sollten sich an die gegnerischen Stellungen heranarbeiten und sie niederkämpfen. Waren die Schützen nahe an die gegnerischen Stellungen gelangt, so mussten die ihnen folgenden unterstützenden Einheiten bereit sein, um in den Kampf einzugreifen.
Solange nicht die Feuerüberlegenheit erreicht oder der Gegner wesentlich erschüttert erscheint, ist der Erfolg des Angriffs fraglich. Man vereinigt in einem solchen Fall alle Feuerwirkung an einem einzigen Punkt, so dass der vermeintlich letzte Anlauf einen Erfolg haben würde. Sobald die Schützenlinie durch das höchste Maß der Feuerkraft in naher Entfernung den Sturm hinreichend vorbereitet hat, gehen die hinteren Staffeln ununterbrochen an die vorderste Linie heran, um mit dieser vereint den Kampf zur Entscheidung zu führen. Nun gab es für die gesamte Angriffsfront nur die Richtung nach vorne. Unter dem Schlagen der Tamboure und  dem Signal „Rasch vorwärts!“ sollten sich die stürmenden Truppen auf den Feind werfen.
Nach dem gelungenen Angriff besetzte die Infanterie die eroberte Stellung und verfolgte den Feind mit ihrem Feuer. Bei einem Misslingen des Angriffs nahm die Artillerie die zurückgehende Infanterie auf.
Diese Art der Kriegsführung stammte aus dem 19. Jahrhundert und war zu Beginn des 20. Jahrhunderts aufgrund der verbesserten Feuerkraft von Artillerie und Infanteriewaffen nicht mehr zeitgemäß. Dies war jedoch eine Lektion, die man erst im Ersten Weltkrieg lernte.

## Verfolgung
Verfolgung ist der Angriff auf einen sich zurückziehenden Gegner. Sie beginnt bei Feststellung des Rückzugs und wird pausenlos in hohem Tempo geführt, um dem Gegner weder Zeit noch Raum für das Lösen, Sammeln und den organisierten Rückzug zu geben. Es wird versucht, ihn stets erneut zum Kampf zu stellen, ihn zu überholen, in den Rücken zu stoßen, seine Rückzugswege abzuschneiden und bei der Besetzung von günstigen Geländeabschnitte zuvorzukommen. Man unterscheidet frontale, parallele und kombinierte Verfolgung. Bei der frontalen benutzt man dieselben Rückzugswege wie der Gegner, bei der parallelen verläuft der Vormarschweg parallel zum Gegner, um in den Rücken des Gegners zu gelangen. In der Praxis werden meist beide Verfolgungsarten kombiniert.